# Alessandra Belloni

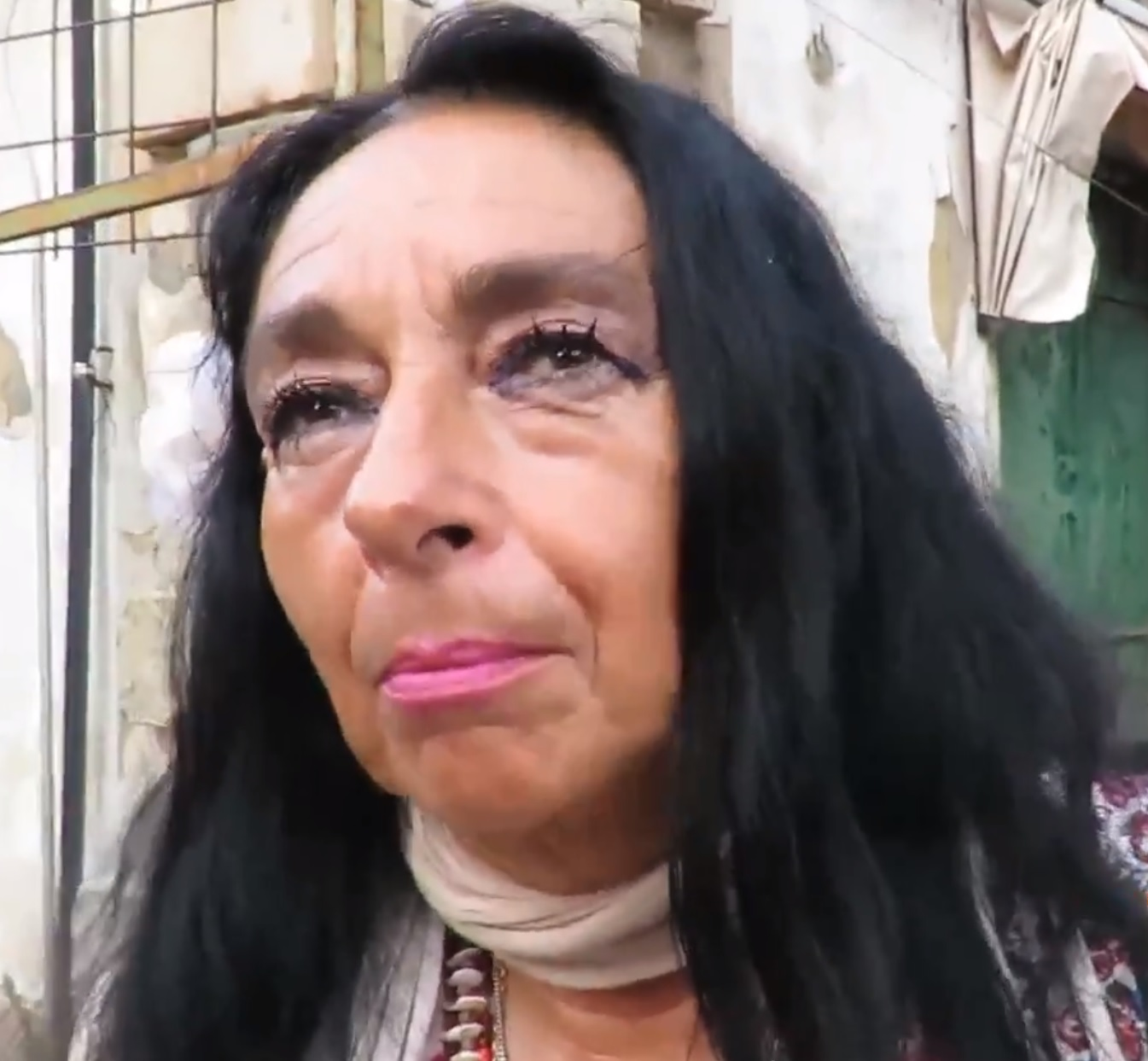
Alessandra Belloni, 2018

Alessandra Belloni  (* 4. Juli 1954 in Rom) ist eine italienische Sängerin, Tamburinspielerin, Tänzerin, Schauspielerin und Komponistin, Musikethnologin und -therapeutin.
Belloni kam 1971 im Alter von 17 Jahren nach New York. Sie absolvierte dort ein Schauspielstudium im HB Studio und bei Dario Fo an der New York University und spielte eine Nebenrolle in Fellinis Casanova. Ihre Gesangsausbildung hatte sie bei Michael Warren und Walter Blazer. 1980 gründete sie mit John T. LaBarbera die Musik-, Volkstanz- und Theatergruppe I Giullari di Piazza. Sie ist als Artist in Residence an der Cathedral of St. John the Divine in New York beheimatet und tritt an Theatern und bei Festivals in Nordamerika und Europa auf.
Als Tamburinspieler greift sie auf die in Apulien und Calabrien beheimatete traditionelle Tarantella zurück. Sie kombiniert das Tamburinspiel mit Gesang und rituellem Tanz – eine Technik, die sie von dem sizilianischen Perkussionisten Alfio Antico übernahm. Basierend auf dieser Technik veranstaltet sie Seminare für Musik- und Tanztherapie unter dem Titel Rhythm is the Cure in Europa, den Vereinigten Staaten und Brasilien.  Seit 2009 gehört sie den Daughters of Cybele, einer Gruppe New Yorker Trommlerinnen, an.
Auf der Grundlage ihre musikethnologischen Forschungen komponierte Belloni Werke wie Stabat Mater Donna de Paradiso, L’Antico Ragno, Su Lillo Mio, Earth, Sun and Moon und Cantata dei Pastori. Auf mehreren CDs wurde ihre Musik zu den Auftritten ihrer Gruppe veröffentlicht (u. a. Dea Fortuna, 1989, Taranta Dance of the ancient Spider, 2000, Tarantelle e canti d’amore, 2003).